# Centromerus minor
Centromerus minor là một loài nhện trong họ Linyphiidae.
Loài này thuộc chi Centromerus. Centromerus minor được Andrei V. Tanasevitch miêu tả năm 1990.